# 太平中関
太平中関（たいへいなかぜき）は秋田県秋田市にある大字。郵便番号は010-1103。住居表示未実施地区。

## 地理
秋田市の東部、太平地区の中では南部に位置する。北西部を太平川が東西に横断し、北岸に並行して秋田県道28号秋田岩見船岡線及びその旧道（太平街道）が走る。県道・街道の周辺に寺中・平形・下館・川原と集落が多く集まり、寺社が多い。南岸は太平川支流の谷深くまで農地が広がり、その中の一つに井関沢集落がある。務沢と三番片貝沢・八幡台にかけてゴルフ場「秋田太平山カントリークラブ」がある。その他は山林地帯である。
西・北西は太平目長崎、北東は太平寺庭・太平黒沢、東は太平山谷、南は河辺北野田高野・下北手寒川に隣接する。

### 小字
32の小字が現存する。
- 字家ノ沢（いえのさわ）
- 字井関沢（いせきざわ）
- 字一番片貝沢（いちばんかたかいざわ）
- 字上館（うえだて）
- 字扇田（おおぎだ）
- 字小園崎（おそのざき）
- 字川原（かわら）
- 字鴻巣沢（こうのすざわ）
- 字五城目（ごじょうめ）
- 字五城目下段（ごじょうめげだん）
- 字逆水（さかみず）
- 字三番片貝沢（さんばんかたかいざわ）
- 字信田（しだ）
- 字寺中（じちゅう）
- 字下館（しもだて）
- 字陳ノ川（じんのかわ）
- 字杉ノ下（すぎのした）
- 字台ノ下（だいのした）
- 字槻ノ浜（つきのはま）
- 字寺ノ沢（てらのさわ）
- 字二番片貝沢（にばんかたかいざわ）
- 字八幡台（はちまんだい）
- 字八幡野（はちまんの）
- 字雛沢（ひなざわ）
- 字平形（ひらかた）
- 字坊主淵（ぼうずぶち）
- 字堀内（ほりうち）
- 字宮沢（みやざわ）
- 字務沢（むさわ）
- 字本宿（もとじゅく）
- 字森合（もりあい）
- 字屋敷前（やしきまえ）

### 河川
- 太平川
  - （支流多数）

## 歴史
中関の名は明治時代になってから成立したものであり、それ以前は寺中（じちゅう）・堀之内（ほりのうち）・井関沢（いせきざわ）と呼ばれていた。
寺中は、文禄元年8月22日（1592年9月27日）の「秋田家分限帳写」に館岡半兵衛代官所の中で「寺中村 489石余」とあるのが初見資料である（秋田図書館所蔵文書）。慶長6年（1601年）の「秋田家分限帳」にも、鵜瀞長右衛門預かりの鉄砲衆・鑓衆知行として17石7件、工藤小兵衛預かりの弓衆として17石・4件が設定されている。山中の平坦地であり地理的条件に恵まれていたため、開発が早く中世にも充実していたものと考えられる。
江戸期には寺中堀内村となり、久保田藩領で、「正保国絵図」では本田当高330石となっている。「享保黒印高帳」では村高445石余・当高531石余（うち本田471・本田並34・新田26）。「享保郡邑記」では104軒あって、うち枝郷の川原・下館・本宿・平形・宮沢の5ヶ村分が63軒となっている。このうち宮沢は、悪病が流行り1軒を残すのみとなり、当初「寺中堀之内」であった村名の「之」を除くと記録されている。「寛政村附帳」では親郷目長崎村の寄郷とされ、当高375石余（うち蔵分356、給分19）。「天保郷帳」では531石で、「羽陰温故誌」によるこの頃の人口は464、馬100・牛40であった。
井関沢村は、始め河辺郡（寛文4年（1664年）4月に豊島郡から改称）で、享保年間に秋田郡へ移った。同じく久保田藩領で、地形的に寺中堀内村の内部にあり、開村以来黒印は堀内村で預っていたという（享保郡邑記）。「享保黒印高帳」では村高69石余・当高46石余（うち本田並26・新田20）。「享保郡邑記」では6軒。「寛政村附帳」では親郷目長崎村の寄郷とされ、当高71石余（給分のみ）。「天保郷帳」では46石余。

### 沿革
- 1873年（明治6年）3月 - 大区小区制の改正に伴い、秋田郡寺中堀内村・井関沢村は秋田県第1大区6小区に属した[7]。
- 1876年（明治9年） - 寺中堀内村・井関沢村が合併し中関村となる[4]。
- 1884年（明治17年）頃 - 郡区町村編制法の下で、南秋田郡目長崎村・八田村・中関村・寺庭村・黒沢村・山谷村が連合。戸長役場は目長崎村に設置される[4]。
- 1887年（明治20年） - 連合6ヶ村の戸数491、人口3,095（地方行政区画便覧）[8]。
- 1889年（明治22年）4月1日 - 町村制施行に伴い、連合6ヶ村が合併し南秋田郡太平村が発足。太平村大字中関となる[4]。
- 1954年（昭和29年）10月1日 - 太平村が秋田市へ編入されたことに伴い、名称に「太平」を冠した上で秋田市の大字となる[4]。

### 字域の変遷
地区内で町名整理・住居表示実施その他に伴う区画変更は行われていない。

## 世帯数と人口
2016年（平成28年）10月1日現在の世帯数と人口は以下の通りである。
| 大字                 | 世帯数  | 人口  |
| -------------------- | ------- | ----- |
| 太平中関（小字全域） | 128世帯 | 327人 |

## 交通

### 鉄道
地区内に鉄道路線・駅は無い。最寄り駅はJR東日本奥羽本線・羽越本線・秋田新幹線の秋田駅。

### バス
- 秋田中央交通
  - 《太平線》 - 川原 - 八幡神社前 - 下館 - 平形 - 太平中学校前 - 寺中 -

### 道路
- 秋田県道28号秋田岩見船岡線
  - 太平街道
- 新山林道

## 施設

### 字家ノ沢
- 井関沢公民館

### 字上館
- 天照皇大神宮
- 太平つつじ園

### 字小園崎
- JA新あきた東部低温倉庫

### 字川原
- 川原公民館
- 太平電話交換所

### 字寺中
- 寺中公民館
- 堀内公民館
- 林清寺

### 字八幡野
- 若宮八幡神社

### 字平形
- 秋田市立太平中学校
- 平形公民館

### 字宮沢
- 永元寺

### 字務沢
- 秋田太平山カントリークラブ